# Telmatoscopus retrobarbus
Telmatoscopus retrobarbus är en tvåvingeart som beskrevs av Satchell 1958. Telmatoscopus retrobarbus ingår i släktet Telmatoscopus och familjen fjärilsmyggor. Inga underarter finns listade i Catalogue of Life.